# Kolonie (film)
Kolonie (v originále Colonia) je historicko-romantický thriller z roku 2015, režírovaný oscarovým režisérem Florianem Gallenbergerem, v produkci Benjamina Herrmanna a natočený podle námětu Torstena Wenzela a Gallenbergera. V hlavních rolích se objevili Emma Watsonová, Daniel Brühl a Michael Nyqvist. Film se natáčel na místě bývalé kolonie Dignidad na jihu Chile, která byla vedena německým kriminálníkem Paulem Schäferem. Na filmu se také podílelo Německo, Lucembursko a Francie.
Hlavní natáčení začalo 2. října 2014 v Lucemburku; natáčení se konalo také v Německu a v Argentině. Premiéra filmu proběhla ve speciální promítací sekci na mezinárodním filmovém festivalu v Torontu roku 2015.

## Děj
V roce 1973, se mladý pár zapletl v Chile do vojenského převratu v době, kdy se v ulicích protestovalo proti generálovi Augustu Pinochetovi. Když byl Daniel unesen Pinochetovou tajnou policií DINA, Lena se snažila ho najít a zachránit ho. Následovala ho do uzavřené organizace s názvem "Kolonie Dignidad", která se prezentovala jako charitativní mise řízena laickým kazatelem Paulem Schäferem. Lena se připojila k organizaci pro záchranu svého přítele Daniela; později si zjistila více o sektě, ze které nikdo nikdy neutekl. Zanedlouho našla Daniela, který předstíral zdravotní postižení. Daniel zjistil, že organizace je také nelegální činnost centra policie DINA. Lena a Daniel se pokusili o útěk z kolonie spolu s Ursel, těhotnou zdravotní sestrou. Ursel však zabili a Lena s Danielem unikli do německého velvyslanectví. Personál z ambasády zradil, ale milenci opustili zemi spolu  s usvědčujícími fotografickými důkazy proti kolonii Dignidad.

## Obsazení
- Emma Watsonová jako Lena, přítelkyně Daniela, která vstoupila do kultu kolonie Dignidad, aby ho zachránila.
- Daniel Brühl jako Daniel, německý občan unesen tajnou policií DINA během protestu proti Pinochetovi.
- Michael Nyqvist jako Paul Schäfer, vedoucí kolonie Dignidad.
- Richenda Carey jako Gisela
- Vicky Krieps jako Ursel
- Jeanne Werner
- Martin Wuttke
- Julian Ovenden
- August Zirner